# Radiumsulfat
Radiumsulfat (RaSO4) ist das Radium-Salz der Schwefelsäure.

## Gewinnung und Darstellung
Das Radiumsulfat kann durch längeres Kochen von radiumhaltigen Salzlösungen und festem Bariumsulfat durch Anreicherung gewonnen werden. Im Bariumsulfat werden dabei die Barium-Ionen bis zu einem Gleichgewicht durch Radium-Ionen ersetzt. Reines Radiumsulfat wird hergestellt, indem lösliche Radiumsalzlösungen, z. B. das Chlorid, mit einem löslichen Sulfat, z. B. Natriumsulfat, umsetzt.
{\displaystyle \mathrm {RaCl_{2}+Na_{2}SO_{4}\longrightarrow RaSO_{4}\downarrow +\ 2\ NaCl} }

## Eigenschaften
Radiumsulfat besteht in reinem Zustand aus weißen rhombischen Kristallen, die sich im Laufe der Zeit, verursacht durch Radiolyse, gelb verfärben.
Radiumsulfat ist in Wasser schwerlöslich. Es ist isomorph mit Bariumsulfat BaSO4 und das Sulfat mit der geringsten bekannten Löslichkeit überhaupt. In konzentrierter Schwefelsäure steigt die Löslichkeit merklich an.